# Linna Yamazaki
Linna Yamazaki (?, Yamazaki Linna), è un personaggio dell'anime Bubblegum Crisis, del suo spin-off Bubblegum Crash e del suo remake Bubblegum Crisis Tokyo 2040. È doppiata in originale da Michie Tomizawa, mentre in Italia da Ilaria Latini.

## Biografia
Linna è un membro delle Knight Sabers ed il suo esoscheletro da combattimento è di colore verde. Nella sua vita di tutti i giorni Linna invece lavora come istruttrice di aerobica e spera un giorno di diventare una ballerina professionista. Il suo personaggio è spesso mostrato superficiale e costantemente presa da un qualche nuovo fidanzato (anche se per tutta la serie non ne viene mai mostrato uno), anche se occasionalmente viene mostrato anche un lato più sensibile della sua personalità.
Linna è una orfana: i suoi genitori furono uccisi durante l'attacco di un boomer. Di lei si prese cura Sylia Stingray che ne fece un membro della sua squadra. La sua migliore amica era Irene Chang, il cui fidanzato che lavorava per Genom, venne ucciso in un misterioso incidente di laboratorio. Nel secondo episodio degli OAV "Born to Kill", Irene in cerca di vendetta viene uccisa dai boomer, e alla fine si occuperà Linna di vendicare l'amica. Nell'episodio 7 "Double Vision", Linna avrà a che fare con Reika, sorella maggiore di Irene.
Nella serie Bubblegum Crisis Tokyo 2040, Linna è una ragazza di origini umili che arriva dalla campagna e sogna di poter diventare una knight saber. Linna è ingenua ma idealista e sogna di aiutare il mondo, tuttavia finisce per essere assunta in unìagenzia sussidiaria della Genom. QUando Sylia vede in lei le potenzialità di una ottima knight saber, decide di "reclutarla", e dopo le difficoltà iniziali, la ragazza si dimostrerà un elemento preziosissimo. Nel corso degli episodi sviluppa un rapporto di profondo affetto nei confronti di Nene Romanova, mentre di rivalità nei confronti di Priscilla Asagiri.